# 원보은천
원보은천(原寶隱川)은 울산광역시 울주군 삼동면 보은리의 못골소류지에서 발원하여 보은리 중심지를 거쳐 남동류하다가 목선자불경전시관 부근에서 보은천으로 흘러드는 하천이다.